# ハンニ・ウェンツェル
ハンニ・ウェンツェル（Hanni Wenzel、1956年12月14日 - ）は、リヒテンシュタインの女子アルペンスキー選手。
1976年インスブルックオリンピックにおいて回転で銅メダルを獲得し、一躍注目を浴びた。続く1980年レークプラシッドオリンピックでは回転、大回転で金メダル、滑降で銀メダルでアルペンスキー3種目ですべてのメダルを獲得した。また同大会で実弟のアンドレアス・ウェンツェルも男子大回転の銀メダルで姉弟そろってメダルを獲得した。
また、アルペンスキー・ワールドカップにおいても1980年に姉弟そろって総合優勝を達成した。
娘のティナ・ワイラターもアルペンスキー選手で、スーパー大回転で2017年世界選手権で銀メダル、2018年平昌オリンピックで銅メダルを獲得している。